# 長野県長野ろう学校
長野県長野ろう学校（ながのけん ながのろうがっこう、英: Nagano School for the Deaf）は、長野県長野市三輪にあるろう学校である。幼稚部から高等部までの聴覚に障がいがある61名の幼児・児童・生徒が学校生活を送っている。

## 概要
- 聴覚障がいのある幼児および保護者、保育士、幼稚園教諭向けにあさがお教室を開催している[2]。
- 寄宿舎が併設されている[3]。
- 小学部では、長野市立城東小学校と交流提携を結び、昭和49年から続く伝統的な交流活動が行われている。年間を通じて、学級ごとの交流や遠足、運動会、音楽会、クラブ活動など、さまざまな行事を合同で実施している。

部活動（高等部）
- 陸上部
- 卓球部
- 文化部
- 体力アップ部